# Die liebestollen Baronessen
Die liebestollen Baronessen (späterer Titel: Bumsfallera in Kitzelhausen) ist ein 1969 entstandenes deutsches Sexfilm-Lustspiel.

## Handlung
Der Sexualforscher Dr. Oscar Fummler hat trotz umfangreicher Kenntnisse seines ureigensten Forschungsbereichs selbst beträchtliche Probleme. Das macht sich besonders unangenehm bemerkbar, als er auf einem Landgut auf die drei titelgebenden, liebestollen und nymphomanischen Baronessen stößt, die ihn mit ihrer allgegenwärtigen Sexsucht fast um den Verstand bringen. Waldemar, der Chauffeur der Baronessen, und der Reitlehrer Frank hingegen haben überhaupt nichts gegen die Verführungsversuche von Veronika, Alexandra und Jennifer, die Älteste der Drei, einzuwenden, und auch das blonde Hausmädchen Frosine landet mit ihrem Galan Egon gern im Lotterbett.
Die Dinge kommen in Schwung, als Waldemar vom hauseigenen Butler Martin erfährt, dass dieser von einer Sexquelle in Glücksburg soeben eine Kiste mit 50 Flaschen edelsten Wassers mitgebracht habe, das sämtliche Männer und Frauen schlagartig spitz mache. Egon und Veronika trinken als erste vom aphrodisierenden Nass und fallen wie fremdgesteuert ebenso übereinander her wie anschließend Alexandra und Frank. Auch die recht kontrollierte Assistentin Dr. Fummlers, Sylvia, wird ganz rollig, als sie von dem Wasser trinkt, rennt in den ersten Stock, entkleidet sich und springt ins Bett zum Chauffeur Waldemar. Lediglich Dr. Fummlers Reaktion enttäuscht: Erst spuckt er das Wasser, begleitet von hysterischen Reaktionen (die er immer hat, wenn er auch nur ein sexuell stimulierendes Wort hört), wieder aus, dann wird er fürchterlich müde und nickt ein. Baronesse Jennifer, die ein Auge auf ihn geworfen hat, ist zutiefst enttäuscht.
Am nächsten Morgen geht der bunte Sex-Reigen in die nächste Runde, nur diesmal versucht die brünette Veronika, Dr. Fummler zu verführen und von seinem Leiden zu kurieren. Auch Alexandra müht sich wenig später – diesmal mittels Hypnose – ziemlich vergeblich bei dem Sexologen ab. Butler Martin bringt es gegenüber den unbekleideten Baronessen auf den Punkt: Dr. Fummler sei wohl der erste Mann, der ihren Verführungskünsten zu widerstehen wisse. Nicht minder genervt sind die liebestollen Baronessen darüber, dass des Doktors Assistentin einen Mann nach dem anderen verführt und so den Mädels die Kerle wegnimmt. Sie haben die Idee, beim Dorfschmied einen Keuschheitsgürtel zu bestellen, den sie Sylvia bei nächster Gelegenheit anlegen. Als Dr. Fummler nicht mehr aufwachen will, muss eine Bluttransfusion her. Das Blut von Baronesse Jennifer bringt nun den frustrierten Fummler derart in Wallung, dass er als geheilt erscheint. Jetzt kann er plötzlich von Sex gar nicht mehr genug haben. Die anderen jungen Männer aber sind vom Keuschheitsgürtel geradezu begeistert und bestellen beim Schmied für ihre läufigen Freundinnen je einen, man weiß ja nie.

## Produktionsnotizen
Die liebestollen Baronessen entstand im Herbst 1969 und wurde am 23. Januar 1970 uraufgeführt.
Solvi Stübing, die von Ingrid van Bergen synchronisiert wurde, trat hier unter dem Pseudonym „Solvie Silva“ auf, die zu diesem Zeitpunkt noch nahezu unbekannte Ingrid Steeger unter ihrem Geburtsnamen Ingrid Stengert. Mit Frank Glaubrecht und Thomas Danneberg stehen hier zwei der nachmals bekanntesten deutschen Synchronsprecher gemeinsam vor der Kamera
Werner M. Lenz, im Hauptberuf Kameramann und zum Drehzeitpunkt mit der Verfilmung von Oswalt-Kolle-Stoffen beschäftigt, war an diesem Film im Auftrag von Gero Weckers Arca-Winston Films Corp. als Herstellungsleiter und Filmeditor beteiligt.
Martin Jente, jahrelang Hans-Joachim Kulenkampffs Fernseh-Butler in der ARD-Samstagabend-Show Einer wird gewinnen, befand sich zu diesem Zeitpunkt auf dem Gipfel seines Ruhms und wurde in diesem Film ebenfalls als ein Butler namens Martin besetzt. Warum er sich von Wolfgang Spier synchronisieren ließ, ist unbekannt.

## Kritik
Das Lexikon des Internationalen Films sah in dem Streifen ein „Sexfilmchen ohne zusammenhängende Handlung, dafür aber mit zotigem Dialog.“